# Sportvereniging Dynamo 2021-2022 (femminile)
Questa voce raccoglie le informazioni riguardanti la Sportvereniging Dynamo nelle competizioni ufficiali della stagione 2021-2022.

## Organigramma societario
Area direttiva
- Presidente: Peter de Vries

Area tecnica
- Primo allenatore: Michael Beugelsdijk

## Rosa
| N° | Nome                   | Ruolo | Data di nascita  | Nazionalità sportiva |
| -- | ---------------------- | ----- | ---------------- | -------------------- |
| 1  | Lisanne de Krosse      | C     | 13 ottobre 1997  | Paesi Bassi          |
| 2  | Angelique Verheul      | L     | 30 agosto 1996   | Paesi Bassi          |
| 3  | Caya van Cooten        | S     | 20 luglio 1997   | Paesi Bassi          |
| 4  | Danique Lambert        | L     | 30 giugno 2002   | Paesi Bassi          |
| 5  | Lisanne Samsom         | P     | 12 ottobre 1988  | Paesi Bassi          |
| 6  | Carlijn Radstake       | P     | 26 aprile 2005   | Paesi Bassi          |
| 7  | Fleur Schaars          | C     | 18 giugno 2000   | Paesi Bassi          |
| 8  | Mable Hengeveld        | S     | 28 giugno 1995   | Paesi Bassi          |
| 9  | Benthe Wismans         | S     | 29 novembre 1999 | Paesi Bassi          |
| 10 | Heleen van der Heijden | C     | 17 luglio 1999   | Paesi Bassi          |
| 11 | Kelly van de Haar      | O     | 27 marzo 1997    | Paesi Bassi          |
| 12 | Suus Gerritsen         | O     | 7 ottobre 2005   | Paesi Bassi          |
| 14 | Janne Koops            | S     | 3 febbraio 2006  | Paesi Bassi          |

## Statistiche

### Statistiche di squadra
| Competizione          | Punti | In casa | In casa | In casa | In trasferta | In trasferta | In trasferta | Totale | Totale | Totale |
| Competizione          | Punti | G       | V       | P       | G            | V            | P            | G      | V      | P      |
| --------------------- | ----- | ------- | ------- | ------- | ------------ | ------------ | ------------ | ------ | ------ | ------ |
| Eredivisie            | 29    | 13      | 6       | 7       | 13           | 4            | 9            | 26     | 10     | 16     |
| Coppa dei Paesi Bassi | -     | 0       | 0       | 0       | 1            | 0            | 1            | 1      | 0      | 1      |
| Totale                | -     | 13      | 6       | 7       | 14           | 4            | 10           | 27     | 10     | 17     |

### Statistiche delle giocatrici
Dati non disponibili.